# Diquan Adamson
Diquan Shaquille Adamson (ur. 10 lutego 1994) – barbadoski piłkarz występujący na pozycji napastnika, obecnie zawodnik Notre Dame.

## Kariera klubowa
Adamson swoją karierę piłkarską rozpoczynał w zespole Notre Dame SC z siedzibą w parafii Saint Michael. W swoim debiutanckim sezonie, 2011, wywalczył z tą drużyną wicemistrzostwo Barbadosu.

## Kariera reprezentacyjna
W 2011 roku Adamson znalazł się w składzie reprezentacji Barbadosu U-17 na Młodzieżowe Mistrzostwa Ameryki Północnej. Jego drużyna w fazie kwalifikacyjnej zajęła pierwsze miejsce i awansowała do właściwych rozgrywek, jednak nie zdołała ostatecznie dostać się na mistrzostwa świata. Sam zawodnik wystąpił w ośmiu spotkaniach, czterokrotnie wpisując się na listę strzelców – dwa razy w wygranym 6:0 meczu z Grenadą, natomiast raz w konfrontacjach z Saint Vincent i Grenadynami i Gujaną, wygranych odpowiednio 3:0 i 6:1.
W seniorskiej reprezentacji Barbadosu Adamson zadebiutował 7 października 2011 w przegranym 0:2 spotkaniu z Gujaną, wchodzącym w skład eliminacji do Mistrzostw Świata 2014. Pierwszego gola w kadrze narodowej strzelił w tych samych rozgrywkach, 11 listopada tego samego roku w przegranym 1:2 pojedynku z Bermudami, a jego drużyna nie zdołała się ostatecznie zakwalifikować na mundial.